# Карачівка (місцевість)
Карачівка — місцина Харкова, колишнє село в Харківській області.

## Історія та назва

### Бронзова доба
Територія сучасної Карачівки була заселена людьми ще з доісторичних часів. Поруч з Карачівкою знайдені знахідки часів бронзової доби (ІІ-І тисячоліть до н.е), зокрема Зрубної культури яка відносилася до пізньої бронзової доби (XVI—XII ст. до н.е.). Тогочасне населення займалося скотарством, землеробством, ткацтвом, бронзовим виробництвом. Кольорові метали привозили з сусідніх районів (наприклад, з району сучасного Бахмута Донецької області).

### Залізна доба
Також на території Карачівки знайдені сліди знаходження скіфів. На території Карачівки знайдене поселення лісостепової археологічної культури ранньої залізної доби. Багато поселень цієї культури виявлено в протоках Сіверського Дінця. Основним видом діяльності населення було землеробство. Також вони займалися скотарством, металургією, гончарством, вели товарообмін з сусідніми скіфськими племенами і містами Північного Причорномор'я.

### Давньослов’янський та давньоруський період
У місцевості на правому березі р. Уди розташовані залишки багатошарової археологічної пам'ятки — ранньослов'янського поселення роменської культури (VIII—Х н.е. століття), носіями якої були сіверяни, та Донецьке городище, яке ототожнюють з давньоруським містом Донець (ХІ—XIII н.е. століття). Городище згадується в джерелах XVII ст. — у Розписові сторожових пунктів і в «Великому кресленні». М.М. Карамзін називав його Когановим городищем.

### Історична доба
Карачівка почала забудовуватися з 1827 року, завдяки Михайлу Щербиніну, який майже постійно мешкав у Карачівці. Первісно тут знаходився Карачівський ліс, який у XIX столітті, вже став парком.
У Списку населених пунктів за 1864 рік , Карачівка фігурує під номером 135 (Харківський повіт). Село яке було у приватному володінні було розташоване ліворуч від Катеринославського поштового шляху. На той час село розташовувалося у 9 ти верстах від повітового міста. та у 19 верстах від станової квартири (місце знаходження станового пристава). У самому селі налічувалося 23 подвір’я, а населення складалося з 31 особи чоловічої статі та 35 жіночої (у сумі 66 мешканців). У селі розміщувалися пивоварний (броварня) та цегляний заводи, а також млин. Слід зауважити, що у Списку поруч з назвою села «Карачівка», як друге (другорядне), зазначена назва «Єлизаветполь».
У Довідковій книзі Харківської єпархії 1904 року, фігурує хутір Карачівка. Карачівка входила до Першого церковного округу Харківського повіту. З 1867 року, хутір Карачівка (разом з хуторами Іржавець та Яструбівка) у релігійному підпорядкуванні відносився до храму Архангела Михайла, слободи Бабаї, від якої хутір знаходився на відстані однієї версти. Крім того мешканці хутора Карачівка (разом з мешканцями хуторів Гусів та Мокрий Жихор) відвідували храм святого Миколи у слободі Жихор, від якої хутір знаходився на відстані також однієї версти.
У 1956 біля Карачевки був знайдений скарб бронзових речей, у якому були серпи, наконечники стріл, мотика.
1968 року Карачівку було включено до переліку історичних міст та населених пунктів України.

## Інфраструктура

### Навчальні заклади
- Загальноосвітня школа І-ІІ ступенів № 79

### Підприємства
- Харківський коксовий завод.

## Топоніміка
- Карачівське шосе – йде від Новожанівської вулиці міста Харків до північного краю міста, де у смт. Покотилівка, переходить в Харківську вулицю;
- Карачівський проїзд – знаходиться у місцевості міста Пилипівка, з’єднує вулицю Ясні Зорі та вулицю Східну.